# Slamet
Slamet (Indonesisch: Genung Slamet) is een stratovulkaan op het Indonesische eiland Java in de provincie Midden-Java.